# 南湖杜鹃
（學名：Rhododendron hyperythrum）又名小西氏杜鹃，为台灣原生特有種珍稀高山植物，杜鹃花科杜鹃花属下的一个种。主要分佈於中央山脈北部的高山上，與東部石灰岩地質帶的清水大山一帶。它是一种常绿灌木，高度可達2.5米。
南湖杜鹃集中生長在南湖大山的五岩峰稜線，由南湖北山往西支稜的南坡，從審馬陣草原以上開始分布，海拔最高到上圈谷只有少量幾棵。
每年花期大致在春末夏初的五月梅雨天，海拔越高花期稍晚幾天，然而近年來人為全球氣候變遷暖化越來越嚴重，花期常較往年提前到半個月，綻放粉紅至白色的花朵，花開歷程約21天，盛期約10天。杜鵑花枯萎後，沒開花的枝頭展新葉，呈現鮮明銹黃色，連綿遍野，也頗為壯觀，在審馬陣草原高處遠觀，有如滿山遍布整群「風吹草低見黃羊」，過程約兩個月，可說每年觀賞期接近三個月，要觀賞滿園鮮明銹黃色，大約在七月份，反而要選開花稀少的年份。
南湖杜鵑生態區位為森氏杜鵑與玉山杜鵑的中間，森氏杜鵑在稍低海拔，玉山杜鵑在更高海拔。南湖杜鵑密集生長的五岩峰，為地區性特化指標群，此處也有玉山杜鵑的族群，而沒有森氏杜鵑的分布。南湖與玉山這兩種杜鵑都可爬到三千公尺以上的高海拔山區，玉山杜鵑分布可高達南湖大山主峰稜頂，然此處就沒有南湖杜鵑了。南湖杜鵑之成熟老葉背面有密集鐵鏽色毛茸，但玉山杜鵑之老葉背面則光滑無毛。花後初生新葉芽，半個月漸濃轉成鮮明銹黃色，再過約個把月，葉面毛茸漸消逝，但葉背一直維持著鐵銹顏色。南湖杜鵑與玉山杜鵑長相很類似，原本較不易一眼分辨，南湖杜鵑花後的樹葉此時呈現銹色，較容易分辨。

## 分類
台灣原生特有種玉山杜鵑複合群（Rhododendron pseudochrysanthum complex），包括玉山杜鵑、森氏杜鵑、紅星杜鵑及南湖杜鵑，其間的親緣接近，但分類時有爭論。《台灣植物誌》第一版曾將南湖杜鵑與玉山杜鵑、森氏杜鵑分為不同種，而將紅星杜鵑併入南湖杜鵑；山崎敬氏（ 1981）將南湖杜鵑併入台灣杜鵑（R. formosanum Hemsley），森氏杜鵑歸為玉山杜鵑的亞種，紅星杜鵑歸為玉山杜鵑的變種；其後學者認為南湖杜鵑與台灣杜鵑在型態及分子生物學分析有顯著區隔而將其獨立出來。
南湖杜鵑是否與玉山杜鵑分類為同種，學界仍有不同見解。有研究顯示南湖杜鵑和玉山杜鵑親緣關係相近但為不同種。亦有研究不認同南湖杜鵑歸為不同的種。

## 扩展阅读
- 維基物種上的相關：南湖杜鹃